# Cyperus cruentus
Cyperus cruentus är en halvgräsart som beskrevs av Christen Friis Rottbøll. Cyperus cruentus ingår i släktet papyrusar, och familjen halvgräs. Inga underarter finns listade i Catalogue of Life.